# Bars and Melody
Bars and Melody (también conocido por el acrónimo BAM) es un dúo británico de R&B y rap formado por el rapero Leondre Devries (22) y el cantante Charlie Lenehan (24). El grupo se dio a conocer en el programa Britain's Got Talent en 2014, interpretando Hopeful, una versión de la canción "Hope", de Twista, adaptada para referirse al tema del bullying. Su actuación fue aplaudida de pie por el público presente y ganó el Golden Buzzer (botón de oro) del juez Simon Cowell, pasando automáticamente a semifinales y ganando el tercer puesto en el programa.
El grupo adquirió una gran popularidad en países como Polonia y su sencillo Hopeful alcanzó el puesto número 5 en la UK Singles Chart. El 21 de agosto de 2015, lanzaron su primer disco hasta el momento, "143" (juego de palabras que significa "I love you"), teniendo un éxito repentino y llegando a la posición número 4 en la lista de álbumes del Reino Unido. Participaron en el programa Friday Download y compusieron una canción homónima para la película "Up all night" .
Han dado giras por Europa, y cuentan con más de 3 millón de suscriptores en su canal oficial de YouTube. Sus fanes se denominan "bambinos".

## Miembros

### Leondre Devries
Leondre Antonio Devries Lee (Bars), conocido simplemente como Leondre Devries, Leo Devries, o su pseudónimo Little Dre (nombre artístico previo a la formación de Bars and Melody), nació el 6 de octubre de 2000 en Port Talbot, Gales, actualmente tiene 22 años de edad. Desde pequeño, en la escuela primaria, sufrió de acoso escolar o bullying,lo que lo inspiró a escribir dos exitosas canciones para el grupo Bars and Melody: Hopeful y Stay Strong. Su estilo de rap, si bien no abusa de la velocidad, es dinámico y con profundas implicaciones en las letras, tocando desde temas sociales (principalmente bullying) hasta románticos. Por eso se lo clasifica en los subgéneros de conscious rap, rap reflexivo y romantic hip hop. Cuenta con 600k seguidores en Instagram.
Por lo que podemos saber estuvo en una relación de 1 año con Carla Brocker, aunque muchos de sus bambinos y bambinas [nombres del fandom] no apoyan la relación que hay entre ambos llamada (Larla), existen bambinos y bambinas que apoyan a Devries.[cita requerida]

### Charlie Lenehan
Charlie-Joe Lenehan-Green (Melody) nació el 27 de octubre de 1998 en Frampton Cotterell, Bristol, Inglaterra. Descubrió su talento cantando en una banda escolar y fue dándose a conocer mediante vídeos en internet. Devries contactó con él e iniciaron una fuerte amistad, formando la banda. Cuenta con una cantidad de 400k seguidores en Instagram.
El joven cantante mantiene una relación fuerte de 1 año con la influencer [Tik Toker] Ana Kholer, los bambinos  y bambinas [nombres del fandom] han demostrado su apoyo a la relación (Chana).[cita requerida]

## Discografía

### Álbumes
| Año  | Álbum | Posicionamiento en listas | Posicionamiento en listas | Posicionamiento en listas | Posicionamiento en listas |
| Año  | Álbum | RU                        | IRL                       | POL                       | ESC                       |
| ---- | --- | ------------------------- | ------------------------- | ------------------------- | ------------------------- |
| 2015 | 143 - Publicado: 21 de agosto de 2015 - Discografía: 143 Records - Formato: Descarga digital, CD                     | 4                         | 11                        | 31                        | 12                        |
| 2017 | Covers - Publicado: 17 de febrero de 2017 - Discográfica: Zeneration Records - Formato: Descarga digital             | 1                         | 9                         | 4                         | 35                        |
| 2017 | Generation Z - Publicado: 1 de septiembre de 2017 - Discográfica: Zeneration Records - Formato: Descarga digital, CD | 83                        | 8                         | 10                        | 54                        |

### Extended Play
| Año  | EP | Posicionamiento en listas | Posicionamiento en listas | Posicionamiento en listas | Posicionamiento en listas |
| Año  | EP | RU                        | IRL                       | POL                       | ESC                       |
| ---- | --- | ------------------------- | ------------------------- | ------------------------- | ------------------------- |
| 2014 | Hopeful - Publicado: 25 de julio de 2014 - Discografía: Syco Music - Formato: Descarga digital               | 4                         | 5                         | 4                         | 8                         |
| 2016 | Teen Spirit - Publicado: 26 de agosto de 2016 - Discográfica: Zeneration Records - Formato: Descarga digital | 49                        | 85                        | 4                         | 97                        |

### Sencillos
| Año  | Sencillo         | Posiciones en listas | Posiciones en listas | Posiciones en listas | Álbum        |
| Año  | Sencillo         | RU                   | IRL                  | ESC                  | Álbum        |
| ---- | ---------------- | -------------------- | -------------------- | -------------------- | ------------ |
| 2014 | «Hopeful»        | 5                    | 56                   | 6                    | 143          |
| 2015 | «Keep Smiling»   | 52                   | —                    | 43                   | 143          |
| 2015 | «Stay Strong»    | 53                   | —                    | 48                   | 143          |
| 2017 | «Live Your Life» | —                    | —                    | —                    | Generation Z |
| 2017 | «Thousand Years» | —                    | —                    | —                    | Generation Z |
| 2017 | «Fast Car»       | —                    | —                    | —                    | Generation Z |

### Sencillos promocionales
| Año  | Sencillo               | Álbum         |
| ---- | ---------------------- | ------------- |
| 2015 | «Beautiful»            | 143           |
| 2016 | «Unite (Live Forever)» | Teen Spirit   |
| 2016 | «Never Give Up»        | Never Give Up |
| 2017 | «Faded»                | Generation Z  |

## Giras
- Generation Z Tour (2018)
- Choke Tour (2019)